# George Hancock (Politiker)
George Hancock (* 13. Juni 1754 im Chesterfield County, Colony of Virginia; † 18. Juli 1820 im Montgomery County, Virginia) war ein US-amerikanischer Politiker. Zwischen 1793 und 1797 vertrat er den Bundesstaat Virginia im US-Repräsentantenhaus.

## Werdegang
George Hancock wuchs während der britischen Kolonialzeit auf und erhielt eine gute Schulausbildung. Danach studierte er bis 1774 Jura. Zu dieser Zeit schloss er sich der beginnenden amerikanischen Revolution an. Während des Unabhängigkeitskrieges war er Oberst in der Staatsmiliz von Virginia. Später praktizierte er in Virginia als Rechtsanwalt. Außerdem blieb er Oberst der Miliz. Zwischen 1787 und 1793 war Hancock Staatsanwalt bzw. stellvertretender Staatsanwalt im Botetourt County. Politisch stand er der Bundesregierung unter Präsident George Washington nahe und wurde später Mitglied der von Alexander Hamilton gegründeten Föderalistischen Partei.
Bei den Kongresswahlen des Jahres 1792 wurde Hancock im fünften Wahlbezirk von Virginia in das US-Repräsentantenhaus gewählt, wo er am 4. März 1793 die Nachfolge des späteren US-Präsidenten James Madison antrat. Nach einer Wiederwahl konnte er bis zum 3. März 1797 zwei Legislaturperioden im Kongress absolvieren. Nach dem Ende seiner Zeit im US-Repräsentantenhaus widmete sich Hancock seiner Plantage Fortheringay im Montgomery County. Dort ist er am 18. Juli 1820 auch verstorben.